# Braslau
Braslau (bielorruso, Бра́слаў, Brasłaŭ) o Braslav ruso, Бра́слав, Braslav; polaco, Brasław; lituano, Breslauja) es una ciudad subdistrital en el vóblast o provincia de Vítebsk de Bielorrusia, capital del distrito homónimo. Se encuentra en la orilla norte del lago Drivyaty, a 203 km al noroeste de Vítebsk y a 13 km de la frontera letona. Su población ascendía a 9 900 habitantes en 2006.

## Historia
La primera mención a la ciudad data de 1065. Braslau tiene un castillo que data de algún momento cerca del principio del segundo milenio (aproximadamente de 1050-1200). También se encuentran las ruinas de una iglesia construida durante el siglo XII. Braslaw formó parte de la Mancomunidad de Polonia-Lituania antes de que pasara a Rusia en 1795. Fue devuelta a Polonia en 1921, pero pasó a la Unión Soviética en 1939. Fue tomada por los alemanes durante la Segunda Guerra Mundial, y tomada de nuevo por la Unión Soviética en 1945. En 1948 Braslau tenía una población de unas dos mil personas. Formó parte de la Unión Soviética hasta que Bielorrusia obtuvo su independencia en 1991.